# Korea International Circuit
A Korea International Circuit-et 2009-2010-ig építették. Hermann Tilke tervezte még 2007-ben de csak két évvel később szedte össze Dél-Korea a pálya építéséhez szükséges pénzt. A verseny megrendezése a versenyhétvége elkezdéséig kétséges volt mert az aszfaltot két héttel a futam előtt tették le, és a kiszolgáló létesítmények is erősen hiányosak voltak.

## Építése
A pálya építése 2009-ben kezdődött el de már 2007-ben készen voltak a tervekkel, csak a pénz megszerzése sokáig tartott. Az építés alatt egyre többször terjedt el az a hír miszerint a pálya nem készül el időben és el kell halasztani a futamot. Az átadás előtt három héttel a célegyenesen lévő fő lelátóra borult egy daru és az alsó sorok egy részét újjá kellett építeni. Az építkezés alatt halálos balesetet nem történt. A pálya az első verseny előtt két héttel lett készen. A kiszolgáló létesítmények csak részben voltak készen, és a pálya mellé tervezett felhőkarcolók alapjai sem voltak lerakva a verseny idejéig. Az aszfalt a versenyhétvégén végig nagyon csúszós volt az aszfaltból kiszivárgó olaj és a sok por miatt. Az építkezés azóta is tart.

## Az első futam
Az első edzések utána  pilóták panaszkodtak a pálya állapotára de ezen nem lehetett változtatni. A pályára került olaj és por miatt a versenyzők az esőtől tartottak a legjobban. A pénteki és a szombati nap száraz volt de nem sokkal az időmérő vége után az eső megérkezett. Vasárnap folyamatosan szakadt az eső ezért felmerült a verseny elhalasztása és az időmérő edzés eredménye alapján való pontozás. Végül eltolták a rajtot 10 perccel és biztonsági autóval rajtoltak el. Az első 4 kör után amit a biztonsági autó mögött tettek meg, a versenyzők rádió beszélgetése után piros zászlóval a futamot majd egy órára megállították. Majd a futam 48 perces megállítása után újra biztonsági autós rajt következett, néhány kör után azonban elengedték a mezőnyt és elkezdődött a harc. Sebastian Vettel sokáig vezette a futamot, de motorhiba miatt kiesett nem sokkal a futam vége előtt. Fernando Alonso átvette a vezetést és a leintésig megtartotta a pozícióját. A második helyen Lewis Hamilton, harmadik helyen Felipe Massa végzett. A futam után Sébastien Buemi és Adrian Sutil a következő futamra 5 rajthelyes büntetést kaptak, elkerülhető baleset okozása miatt.

## Versenyek
| Év   | Pole pozíció     | Futamgyőztes     |
| ---- | ---------------- | ---------------- |
| 2010 | Sebastian Vettel | Fernando Alonso  |
| 2011 | Lewis Hamilton   | Sebastian Vettel |
| 2012 | Mark Webber      | Sebastian Vettel |
| 2013 | Sebastian Vettel | Sebastian Vettel |